# Peperstraat (Brugge)

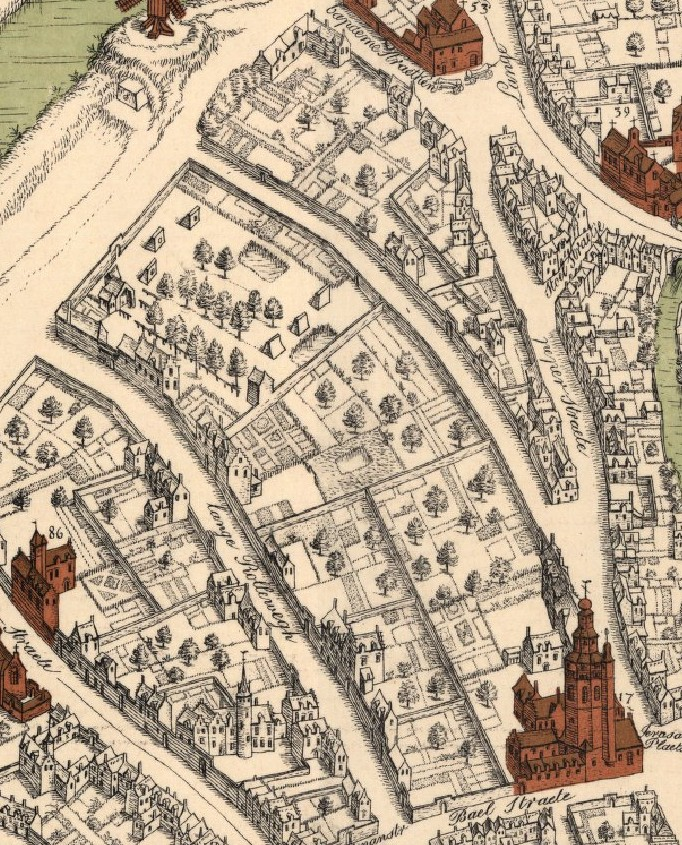
Uitsnede uit de kaart van Brugge door Marcus Gerardus met daarop onder andere de Peperstraat en het huidige Gezellekwartier.

De Peperstraat is een straat in Brugge.

## Beschrijving
De straat komt reeds voor met de benaming "Peperstraat"  in de 14de eeuw:
- 1300: in de peperstrate bi der voetwaterbrugghe;
- 1305: Peperstrate;
- 1374: in de Peperstraete bi der Sinte Cruuspoorte;
- 1374: item an de wieghe in de Peperstrate;
- 1457: ten Proosschen in de Peperstrate.

Er was ook nog een tweede Peperstraat:
- 1390: van eenen huus staende buten der vlamyngbrugghe in de Peperstrate.

De betekenis en oorsprong zijn niet zeker. Het kan verwijzen naar een familienaam: In Brugge was in 1298 een Johannes Peper bekend en in 1339 een Willem Peper en een Clais Peper. Het kan ook verwijzen naar de peperkers en de peperboom die als sierheesters werden gebruikt.
Frans Debrabandere denkt dat ook de Brugse naam kan herinneren aan de peperhandel. Heel wat straten hebben immers namen die naar keukenkruiden verwijzen. Of het in het Brugse geval ook kan verwijzen naar de specerij, is misschien toch minder waarschijnlijk, gelet op de vroege datum ervan.
De naam komt veelvuldig voor. Als straatnaam vindt men hem in Westelijk Vlaanderen onder meer in Bellegem, Bousbecque, Eeklo, Spiere, Geluwe, Harelbeke, Heule, Ieper, Knokke, Langemark, Lapscheure, Meulebeke, Oekene, Poperinge, Reninge, Rumbeke, Snaaskerke, Tielt, Wormhout, Kortrijk, Lichtervelde, Moerkerke, Oostvleteren en Wakken. De naam kwam ook voor in allerlei combinaties zoals voor de benaming van een leen, een stuk land, een bos, een duiker, een gracht, een waterput, een vijver, een wal, een wijk. Voor geen van deze gevallen gaf Karel De Flou een verklaring.
De Peperstraat loopt van de Langestraat naar de Jeruzalemstraat.

## Literatuur

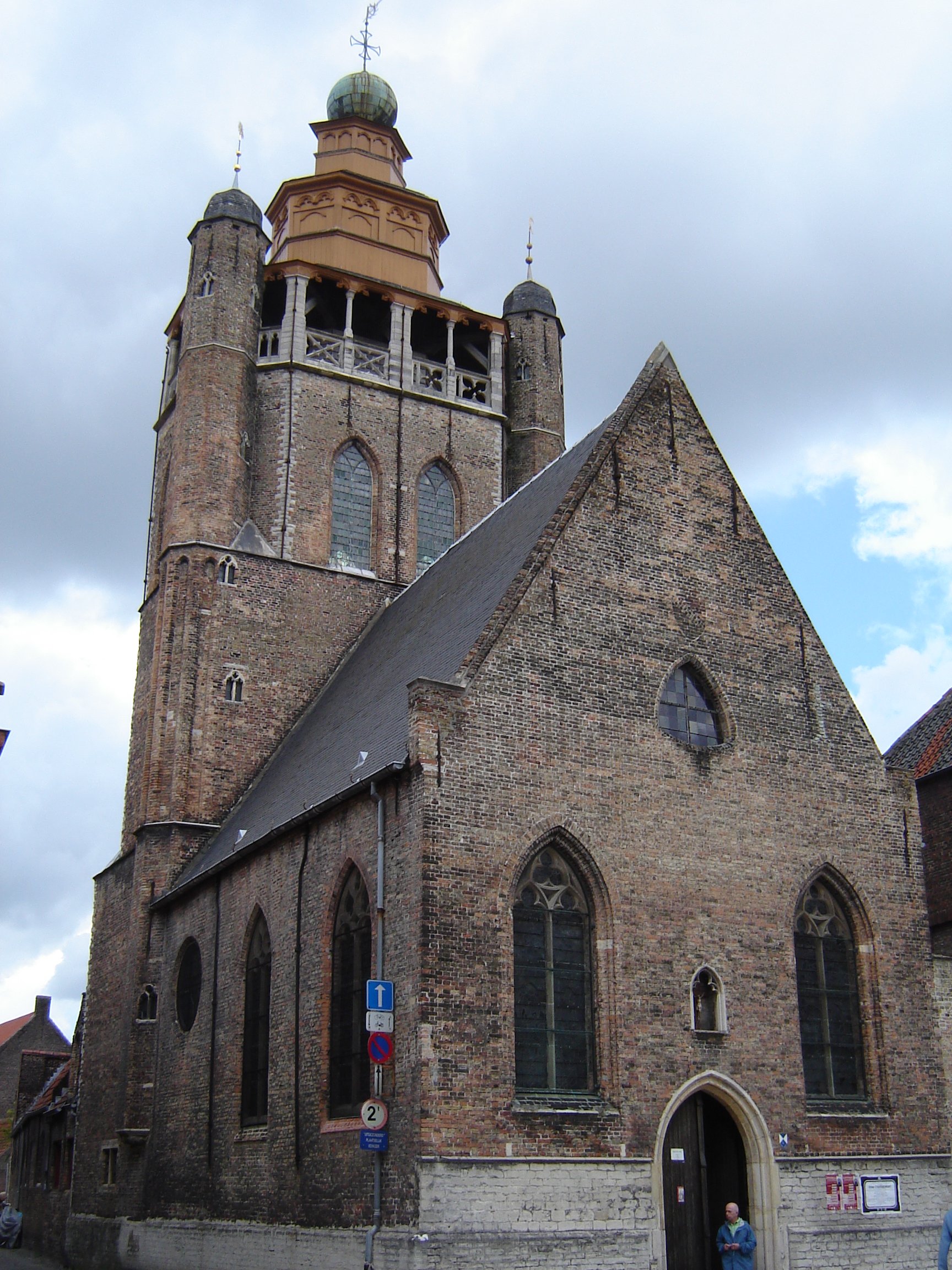
De Jeruzalemkerk op de hoek van de Peperstraat en de Balstraat